# Gvozdarus balushkini
Gvozdarus balushkini är en fiskart som beskrevs av Voskoboinikova och Kellermann, 1993. Gvozdarus balushkini ingår i släktet Gvozdarus och familjen Nototheniidae. Inga underarter finns listade i Catalogue of Life.